# ميغيل ليناريس
ميغيل ليناريس كوليرا (بالإسبانية: Miguel Linares) (من مواليد 30 سبتمبر 1982 في سرقسطة، أراغون) هو لاعب كرة قدم محترف إسباني، يلعب لنادي ريكرياتيفو هويلفا في مركز الهجوم.

## وصلات خارجية
- ميغيل ليناريس على موقع قاعدة بيانات كرة القدم.إي يو (الإنجليزية)
- ميغيل ليناريس على موقع Soccerway.com (الإنجليزية)
- ميغيل ليناريس على موقع كووورة
- ميغيل ليناريس على موقع AS.com (الإسبانية)

- Elche official profile (بالإسبانية)
- BDFutbol profile
- Futbolme profile (بالإسبانية)
- Transfermarkt profile